# 韋利尤河
韋利尤河（羅馬化：Velʹyu）是俄羅斯的河流，屬於伯朝拉河的左支流，由科密共和國負責管轄，河道全長173公里，流域面積4,110平方公里，河水主要來自融雪，該河被用作浮運木材。